# Прекрасен бегач
Прекрасен бегач (на корейски: 선재 업고 튀어; на английски: Lovely Runner) е южнокорейски сериал, който се излъчва от 8 април до 28 май 2024 г. по tvN. С участието на Бйон У-сок и Ким Хе-юн.

## Сюжет
В света на звездите Рю Сон-дже блести като знаменитост от най-високо ниво, чийто живот, въпреки публичната му фасада, е помрачен от изтощение. Им Сол, пламенна почитателка на Сон-дже, намира утеха в музиката му, след като инцидент в детството проваля мечтите й.
Когато излиза новината за трагичната смърт на Сун-дже, Сол е съсипан. Съдбата обаче се намесва, пренасяйки я петнадесет години в миналото до 2008 г., когато тя и Сон-дже са 19-годишни гимназисти. Виждайки това като шанс от небето, Сол се заклева да промени курса на съдбата и на двамата, докато се бори с предизвикателствата на промяната на миналото.

## Актьори

### Основен актьорски състав
- Бйон У-сок – Рю Сон-дже[4]
- Ким Хе-юн – Им Сол[5]
- Сонг Гон-хи – Ким Те-сонг[6]
- И Сънг-хьоб – Бек Ин-хьок[7]

### Поддържащ актьорски състав
Хората около Сол
- Джунг Йонг-джу – Пак Бок-сун[8]
- Сонг Бьонг-сок – Джонг Мал-джа[9]
- Сонг Джи-хо – Им Гъм[10]
- Со Хе-уон – И Хьон-джу[11]

Хората около Сон-дже
- Ким Уон-хе – Рю Гън-док[9]
- Ан Санг-у – представител Ким[9]
- И Ил-джун – Пак Донг-сок[12]

Хората около Те-сонг
- Пак Юн-хи – детектив Ким[13]
- Ким Хуи-гю – Ча И-съл[13]

Хората на JNT
- Мун Йонг-сок – Хьон-су[9]
- Янг Хьок – Джей[14]

Ученици от гимназия Джагам
- И Чул-у – Ким Хьонг-гу
- Ким Хьон-кю – Чой Хьон-гу
- Джонг Канг-хи – треньор Ан
- О Се-йонг – Чой Га-хьон[15]

Други
- Хо Хьонг-гю – Ким Йонг-су
- Ко Те-джин – Чой Джонг-хун[16]

## Премиера
Премиерата на Прекрасен бегач е на 8 април 2024 г. по телевизионния канал tvN.